# V (TV-serie, 2009)
V är en amerikansk TV-serie från 2009 om en invasion av jorden av utomjordingar kallade visitors (engelska: 'besökare') och motståndsrörelsen som kämpar emot dem. I maj 2011, efter två säsonger, meddelades att ingen tredje säsong skulle spelas in.
TV-serien är en nyproduktion baserad på den äldre TV-serien från 1984. Handlingen har samma tema som originalet men mycket skiljer sig också.

## Handlingen
Utomjordingar kommer i avancerade farkoster och landar på jorden. Utåt ser de ut precis som "vanliga" människor. De är trevliga och vänliga och hävdar att de kommer i fred och vänskap. Några personer i femtekolonnen lyckades ta reda på deras verkliga planer, att ta över jorden. Det visar sig att utomjordingarna inte alls är människor, utan ödleliknande varelser med klonad människohud som de döljer deras reptilskinn och att de har funnits på jorden långt innan rymdskeppen anlände. 
Under flera år har de nästlat sig in bland vanliga människor och det är mycket svårt att avgöra vilka som är rymdvarelser.  En del rymdvarelser har också infiltrerat motståndsrörelsen och blivit terrorister för att försöka skapa onödiga krig. Viss terrorism och vissa krig påstås vara skapade av ödlorna. Men det finns också ödlor som deserterat från sina uppdrag och istället försöker leva som människor på riktigt. Några ödlor har till och med blivit förälskade i människor.

## Skådespelare (urval)
- Elizabeth Mitchell - Erica Evans
- Morena Baccarin - Anna
- Laura Vandervoort - Lisa
- Morris Chestnut - Ryan Nichols
- Joel Gretsch - Father Jack Landry
- Logan Huffman - Tyler Evans
- Lourdes Benedicto - Valerie Stevens
- Charles Mesure - Kyle Hobbes
- Scott Wolf - Chad Decker

### Fotnoter
1. ↑  Simon Brew (16 maj 2011). ”V cancelled after two seasons” (på engelska). Den of Geek. http://www.denofgeek.com/tv/20821/v-cancelled-after-two-seasons. Läst 12 januari 2017.